# Tinsukia (distrikt)
Tinsukia är ett distrikt i Indien.   Det ligger i delstaten Assam, i den östra delen av landet, 1 800 km öster om huvudstaden New Delhi. Antalet invånare är 1 327 929.
Följande samhällen finns i Tinsukia:
- Tinsukia
- Dum Duma
- Digboi
- Mākum